# Niente fiori per James Bond
Niente fiori per James Bond è il tredicesimo romanzo della saga dell'agente britannico firmato da John Gardner.

## Trama
Una serie di misteriosi assassini interessa i servizi segreti di tutto il mondo; tra questi, c'è quello di Laura March, agente dell'MI5 avvelenata a Grindelwald da una puntura di tetradotossina.
Non potendo indagare al di fuori dei confini britannici, l'MI5 chiede aiuto all'MI6 che affida a James Bond il caso. L'agente britannico è affiancato da Fredericke Flicka von Grüsse, un'avvenente investigatrice del Servizio di Sicurezza Svizzero, che lo informa sul fatto che Laura si trovava probabilmente in compagnia del fratello David che alcuni anni prima era stato uno spietato serial killer, condannato alla detenzione in un manicomio criminale; l'uomo risulta però morto da parecchi anni.
Bond e Flicka proseguono l'indagine nell'albergo che ospitava la donna assassinata, trovando inquietanti lettere d'amore tra Laura e David. Sconvolti dalla scoperta i due si sfogano con un'intensa prestazione sessuale, durante la quale Bond ricorda quanto aveva amato proprio tra le montagne svizzere la sfortunata moglie Tracy. Il mattino successivo Bond scopre che la lettera di Laura a David è sparita.
Le indagini proseguono sulla scena del delitto con l'aiuto di Bodo Lempke della polizia di Interlaken; il tutto si interrompe quando giunge la comunicazione che il caso è stato tolto ai due agenti a causa della sparizione di una prova e delle lamentele dell'hotel per le rumorose effusioni amorose.
Rientrato a Londra, dopo aver subito una sonora tirata d'orecchi da M Bond va ad un appuntamento con Carmel Chantry, un agente dell'MI5 amica di Laura. La donna informa Bond che l'MI5 cercava di nascondere la parentela di Laura ed che da alcuni anni aveva una relazione con l'attore David Dragonpol, rapporto però terminato da poche settimane.
L'agente segreto reicontra Flicka e partecipa al funerale di Laura March; malgrado la richiesta della famiglia di non portare fiori, alla cerimonia compaiono alcuni fiori e Bond è colpito dalla presenza di alcune rose bianche con profonde venature scarlatte. Chiama immediatamente alcuni suoi contatti in vari Servizi Segreti e scopre che ai funerali delle vittime dei giorni precedenti erano presenti delle rose ibride; decide così di partire con Flicka per costeggiare il Reno e giungere allo Schloss Drache, la residenza di Dragonpol che come hobby coltiva fiori.
Bond e Flicka si presentano a David Dragonpol come colleghi di Laura. L'uomo, commosso, mostra loro l'enorme casa allestita come un museo dedicato alla storia del teatro. Durante la cena conoscono Maeve Horton, sorella di David Dragonpol che si occupa del giardino e delle sperimentazioni sulle rose.
Intrufolandosi nelle stanze segrete della villa, scoprono che Dragonpol è un appassionato di attentati politici e ne colleziona macabri ricordi. Leggendo degli appunti, sospettano che stia pensando ad un attentato presso il Teatro alla Scala di Milano. Decidono di scappare e si trovano ad attraversare grottesche rappresentazioni teatrali.
Giunti a Milano, Bond e Flicka sono accompagnati da Bodo Lempke ad una riunione presso Villa d'Este con M e Gianfranco Orsini, il capo dei Servizi Segreti italiani. Dragonpol è ufficialmente sospettato di essere l'esecutore degli assassini e di star organizzando un attentato a Milano. In riva al lago, Bond regala uno zaffiro a Flicka dichiarandole il suo amore.
Davanti al Duomo di Milano, Carmel sta per svelare a Bond di essere stata molto amica di Dragonpol e di conoscere un segreto quando viene assassinata assieme ad un uomo identico al criminale. Per il duplice omicidio è fermato Daniel Dragonpol, fratello gemello di David di cui nessuno sapeva l'esistenza che desiderava da tempo interrompere la lunga sequenza di assassini organizzati dal fratello.
Convinti di aver chiuso il caso, Bond e Flicka partono per Atene, dove subiscono un attentato da cui si salvano per miracolo: accanto a loro giacciono rose bianche venate di scarlatto. Scoprono così che Daniel in realtà è David ed è scappato dalla custodia italiana; anche Maeve non si trova più. Convocati da M, vengono informati che Ben, il capo del servizio di sicurezza di EuroDisney, indaga su un possibile attentato alla Principessa Diana durante la visita al parco dei divertimenti.
Proprio ad EuroDisney a Parigi Bond sfida per l'ultima volta le manie di Dragonpol, uccidendolo con la stessa bomba chimica che il serial killer avrebbe voluto usare. Flicka infine riesce a scoprire Maeve Horton tra i fotografi e ad arrestarla.

### Personaggi principali
- James Bond
- Fredericke Flicka von Grüsse, investigatrice del Servizio di Sicurezza Svizzero.
- Bodo Lempke, investigatore della polizia di Interlaken.
- Carmel Chantry, agente dell'MI5.
- David Dragonpol, attore.
- Maeve Horton, esperta botanica sorella di Dragonpol.
- Gianfranco Orsini, capo dei Servizi Segreti italiani.
- Ben, capo del servizio di sicurezza di EuroDisney

## Edizioni
- John Gardner, Niente fiori per James Bond, traduzione di Giuseppe Settanni, Segretissimo, Arnoldo Mondadori Editore, 1994,  p. 270.